# موكيغوا
موكيغوا (بالإنجليزية: Moquegua)‏ هي مدينة، تتبع مديرية موكيغوا ‏، هي عاصمة إقليم موكيغوا، وMoquegua Province ‏، ومديرية موكيغوا ‏، بلغ عدد سكانها 170480 نسمة، رمزها البريدي هو 18001.

## مدن توأم
المدن التوأم:
- شريش.